# John Blankenstein

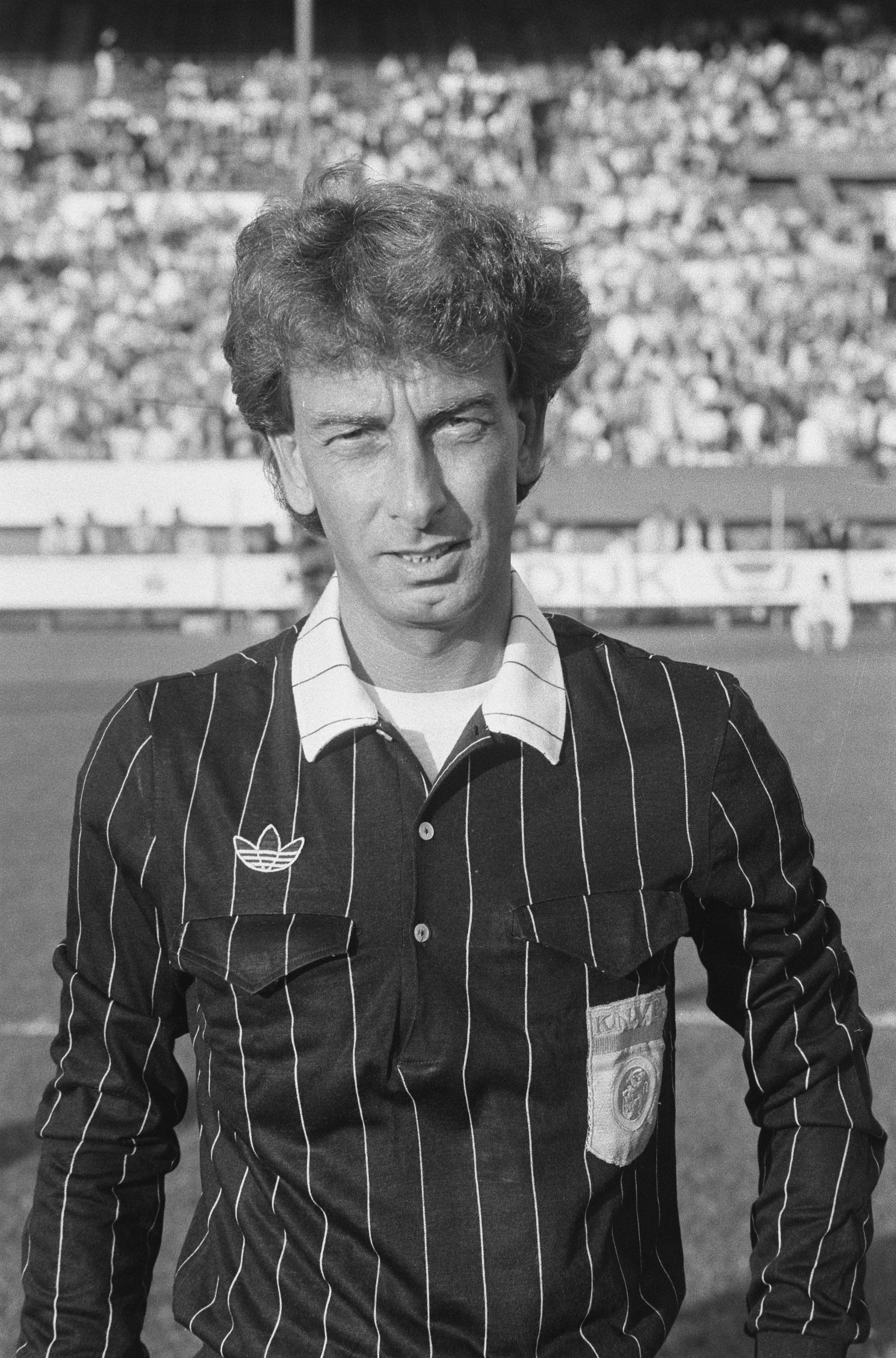
John Blankenstein (1986)

John Blankenstein (* 12. Februar 1949 in De Bilt, Niederlande; † 25. August 2006 in Den Haag) war ein niederländischer Fußballschiedsrichter und Aktivist für die Gleichberechtigung von Homosexuellen und gegen Rassismus.

## Sportkarriere
Nach seiner aktiven Zeit als Amateurfußballer von 1959 bis 1966 beim Verein VCS in Den Haag wurde John Blankenstein zuerst Schiedsrichter bei Amateurspielen, dann pfiff er von 1979 bis 1996 bei Profispielen. Er war von 1985 bis 1995 FIFA-Schiedsrichter und leitete in dieser Funktion 88 internationale Begegnungen, wobei die bedeutendsten Spiele der Einsatz bei der Fußball-Europameisterschaft 1992 und ein Jahr später beim UEFA-Cup-Finale zwischen Juventus Turin und Borussia Dortmund waren.
1990 wurde er von der UEFA für die Weltmeisterschaft in Italien nominiert, von der FIFA aber wieder gestrichen. Als Begründung wurde ihm genannt, dass er einige Jahre zuvor in FIFA-Uniform in einer Schwulenbar gesehen worden sei. Am 12. September 1990 leitete er das Fußballländerspiel der DDR in Belgien und damit das letzte Länderspiel einer DDR-Auswahl.
Insgesamt leitete er in 17 Jahren 502 Spiele.

## Sportfunktionär
Nach seiner Karriere als Schiedsrichter arbeitete er für den Königlich Niederländischen Fußballbund in Zeist unter anderem als Berater für Fußballregeln. Weiters arbeitete er im Nationalen Olympischen Komitee der Niederlande mit, war niederländischer Delegierter in der UEFA und der FIFA und im Verwaltungsrat des „International Fair Play Committee“ (CIFP) tätig.

## Soziales Engagement
John Blankenstein war einer der ersten niederländischen Athleten und der erste und bislang einzige
Schiedsrichter im Profifußball, der sich offen zu seiner Homosexualität bekannte. Er war aktives Mitglied in unterschiedlichen Antidiskriminierungsorganisationen, der European Gay and Lesbian Sports Federation (EGLSF) und dadurch einer breiten Öffentlichkeit in den Niederlanden bekannt. In Deutschland wurde er sehr vielen Leuten bekannt, als die Bild-Zeitung im Februar 2006 titelte: „Jetzt spricht der erste schwule Schiri“. Auch war er in letzten Jahren bei einigen Veranstaltungen zum Themenbereich „Homophobie im Fußball“ eingeladen. Kurz vor der Schlagzeile hatte er einen seiner letzten international größeren Auftritte, als er bei der zweiten „Unite Against Racism“-Konferenz, welche von der UEFA in Zusammenarbeit mit dem Netzwerk Football Against Racism in Europe (FARE, „Fußball gegen Rassismus in Europa“), dem Spanischen Fußballverband (RFEF) und dem FC Barcelona Anfang Februar 2006 ausgerichtet wurde, über seine Erfahrungen als offen schwuler Funktionär sprach.
2003 wurde er von der „Nederlandse Vereniging voor Integratie van Homoseksualiteit COC“ für das Brechen des Tabus der Homosexualität im Fußball mit dem Bob Angelo-penning geehrt und war vom Januar bis Juni 2004 der Vorsitzende von COC. Im Sommer desselben Jahres war er Mitbegründer der „Homo LesBische Federatie Nederland (HLBF)“, und lange Zeit deren Sprecher. 2005 wurde er vom „Nederlandse Culturele Sportbond“ für seine Unterstützung bei der Emanzipation von schwulen und lesbischen Sportlern mit dem „Harry Stapelprijs“ ausgezeichnet.

## Tod
Im August 2006 starb er in einem Krankenhaus in Den Haag nach einer schon länger andauernden seltenen Nierenkrankheit. Nach dem Bekanntwerden seines Todes würdigte ihn die EGLSF in einem Brief an die Familie mit folgenden Worten:

„John war die Personifizierung des Kampfes gegen Ungerechtigkeit, Homophobie und Diskriminierung im Sport und außerhalb.“

Vor dem Spiel zwischen Roda JC Kerkrade und ADO Den Haag wurde ihm zu Ehren eine Gedenkminute abgehalten.

## Zitate
„Es ist sowieso jeder gegen den Schiedsrichter, so macht es nichts aus, wenn er zusätzlich schwul ist. Ein Schiedsrichter hat keine Fans.“